# Frank Barufski
Frank Barufski (* 31. Dezember 1905 in Köln; † 21. Oktober 1991 ebenda) war ein deutscher Schauspieler, Hörspielsprecher und Moderator.

## Leben
Barufski absolvierte seine Schauspielausbildung in Köln, wo er an verschiedenen Bühnen wie dem Millowitsch-Theater spielte. Weitere Theaterstationen waren Hof (Saale), Magdeburg, Saarbrücken und Bielefeld.
Einem breiten Publikum wurde Barufski vor allem durch seine Mitwirkung in zahlreichen Fernsehproduktionen bekannt. So war er in verschiedenen Aufzeichnungen von Inszenierungen des Millowitsch-Theaters zu sehen (Der Etappenhase, Schneider Wibbel), in Literaturverfilmungen wie Hans Schweikarts Goethe-Adaption Die Mitschuldigen, Fernsehfilmen wie Imo Moszkowicz' Spanische Legende und Fred Kraus’ Ekel – abermals neben Willy Millowitsch – und Mehrteilern wie dem Straßenfeger Die Frau in Weiß nach Wilkie Collins. Besondere Popularität erreichte er durch die Samstagsabend-Show des Westdeutschen Rundfunks (WDR) Die fröhliche Weinrunde. 
Zwischen 1964 und 1968 gehörte er neben Paul Henckels, Arno Paulsen, Kurt Großkurth und Jupp Hussels zur Stammtischrunde des von „Wirtin“ Margit Schramm und „Kellermeister“ Willy Schneider geleiteten Fernsehlokals, in dem trotz Verbots der Sendeleitung bei der Aufzeichnung reichlich Wein konsumiert wurde. Unter dem Titel Das närrische Weinfaß wurde bei Telefunken auch eine LP mit der Musik und den Stammtischgesprächen der Runde veröffentlicht.
Daneben wirkte er als Sprecher für zahlreiche Hörfunkproduktionen, u. a. in mehreren Episoden der Hörfunk-Serie Immer dieser Fizzibitz, einer WDR-Adaption von Ellis Kauts Pumuckl, Hörspielen wie Paul Temple und der Fall Madison, Paul Temple und der Fall Vandyke und Paul Temple und der Fall Curzon, 1964 als Sadek in einer WDR-Produktion von Karl Mays Durch die Wüste mit Paul Klinger als Kara Ben Nemsi und 1956 als Will Parker in einer WDR-Produktion von Mays Winnetou mit Hansjörg Felmy in der Titelrolle.
Außerdem arbeitete er seit den 1950er Jahren als Synchronsprecher und lieh seine Stimme u. a. James Finlayson in Dick und Doof als Vollmatrosen, Fernand Sardou in Der Schmugglerring von Marseille und Dante Maggio in Verzeih mir.
Frank Barufski starb 1991 und wurde auf dem Kölner Nordfriedhof neben seiner Ehefrau Inge († 1970) beigesetzt.

## Filmografie (Auswahl)
- 1961: Inspektor Hornleigh greift ein...
- 1964: Schneider Wibbel
- 1965: Weiße Wyandotten
- 1969: Der Etappenhase
- 1969: Das Ekel
- 1971: Die Frau in Weiß

## Hörspiele (Auswahl)
- 1949: Paul Temple und die Affäre Gregory – Regie: Eduard Hermann und Fritz Schröder-Jahn
- 1949: Faust II – Regie: Ludwig Berger
- 1950: Die Geschwister Cremerius – Regie: Wilhelm Semmelroth
- 1951: Belagerungszustand – Regie: Wilhelm Semmelroth
- 1951: Aus den Geheimakten von Scotland Yard – Regie: Eduard Hermann
- 1951: Die Bahnsteige sind leer – Regie: Eduard Hermann
- 1951: Paul Temple und der Fall Curzon – Regie: Eduard Hermann
- 1953: Paul Temple und der Fall Vandyke – Regie: Eduard Hermann
- 1953: Die Nase – Regie: Raoul Wolfgang Schnell
- 1954: Maler Bocks Huhzick – Regie: Fritz Peter Vary
- 1954: Paul Temple und der Fall Jonathan – Regie: Eduard Hermann
- 1954: Jeanne oder die Lerche – Regie: Wilhelm Semmelroth
- 1955: Der Schatz im Silbersee – Regie: Kurt Meister
- 1956: Winnetou – Regie: Kurt Meister
- 1956: Paul Temple und der Fall Madison – Regie: Eduard Hermann
- 1956: So weit die Füße tragen – Regie: Franz Zimmermann
- 1956: Die Tragödie auf der Jagd – Regie: Eduard Hermann
- 1957: Der schwarze Anzug – Regie: Wilhelm Semmelroth
- 1957: Die Odyssee des Kleinen John – Regie: Otto Kurth
- 1958: Paul Temple und der Fall Lawrence – Regie: Eduard Hermann
- 1958: Old Surehand – Regie: Kurt Meister
- 1958: Brennpunkt – Regie: Otto Kurth
- 1958: Doktor Schiwago – Regie: Otto Kurth
- 1960: Und das Licht scheint in der Finsternis – Regie: Ludwig Cremer
- 1961: Duvejecke vum Kreegmaat – Regie: Heinz Dieter Köhler
- 1961: Die Schatzgräber – Regie: Otto Düben
- 1962: Paul Temple und der Fall Margo – Regie: Eduard Hermann
- 1963: Das verlorene Gewissen – Regie: Gustav Burmester
- 1964: Durch die Wüste – Regie: Manfred Brückner
- 1964: Glocken des Todes (6 Teile) – Regie: Rolf von Goth
- 1965: Die Wasserminna – Regie: Otto Düben
- 1966: Paul Temple und der Fall Genf – Regie: Otto Düben
- 1968: Anna Karenina – Regie: Ludwig Cremer
- 1969: Unsere liebe Luci – Regie: Gustav Burmester
- 1970: Fahrenheit 451 – Regie: Günther Sauer